# Ruta 35 (serie de televisión)
Ruta 35: La válvula de escape (En inglés: Route 35: The Escape Valve) es una serie de televisión estadounidense realizada por Venevisión International Productions en conjunto con Univision Studios, para las cadenas Venevisión y UniMás en el año 2016. Protagonizada por Danna García y Julio Bracho Castillo. Se trata de una historia original sobre informantes dentro del mundo de narcotráfico. 
Está escrita por el reconocido escritor Andrés López, y producida por la productora colombiana Cristina Palacio. Fue grabada totalmente en Miami, Estados Unidos, durante 2014. Fue estrenada en Estados Unidos el 12 de enero de 2016. y finalizó 26 de febrero de 2016. La serie cuenta con la actuación de Carolina Gómez.

## Sinopsis
La trama gira alrededor de Dylan Wilkins, un agente federal. Narrando la historia en primera persona, Wilkins presenta un caleidoscopio de hombres y mujeres que toman la crucial decisión de colaborar con la ley para evitar un proceso jurídico o reducir sus cargos penales.  
Desde una abuela de 75 años que cayó en la trampa de transportar drogas para una compañera de trabajo… hasta un ingeniero informático cuyos estrechos lazos con un cartel mexicano le dan un acceso incomparable… Desde el informante “profesional” que lleva muchos años viviendo una peligrosa doble vida… hasta la prima de un despiadado capo, sedienta de obtener la recompensa que ofrecen por su cabeza. 
Estos “soplones” arriesgan sus vidas día tras día en una misión oscura y difícil, impulsados por diversos motivos personales como el miedo, la ambición, la venganza, e incluso el amor.

## Elenco
- Danna García - Sofía Bermúdez[8][9]
- Julio Bracho Castillo  - Domingo Sánchez
- Miguel Rodarte - Rogelio Bermúdez
- Carolina Gómez - Agente federal Marina Márquez
- Alexander Torres - Federico Bermúdez[10]
- Osvaldo Benavides - Mercurio Acosta[11]
- Lucho Velasco - Salomón Salazar
- David Ramirez - Luis Jose Salazar
- Carlos Acosta-Milian - Juez Domingo
- Zeus Mendoza - Dylan Wilkins
- Felipe Sánchez - Camilo
- Geraldine Galván - Julia[11]
- Mauricio Aspe -  El Gavilán
- Jason Canela - Ronald
- Danilo Carrera - Wilson
- Richard Jiménez - Michael DEA
- Sebastián Ferrat - Calixto
- Paulo Quevedo - Agente Federal Tomas Ortiz
- Karen Martínez - Ximena
- Kenya Hijuelos - Rebecca
- Alfredo Huereca - Rafael Ruiz
- Riczabeth Sobalvarro - Marjory
- Eunice Nevares - Psic. Irene Olmos
- Marielena Zamora - Beatriz
- Edward Nutkiewicz - Cuchibarbi